# Conilurus capricornensis
Conilurus capricornensis — вымерший вид грызунов семейства мышиных. Эндемик Австралии. Существовал в плейстоцене. Описан по нижней челюсти, найденной в пещере Козерога (Capricorn caves) в штате Квинсленд. В честь типичного местонахождения и назван вид. От других представителей рода отличается шириной моляров.